# ロバート・モンダヴィ

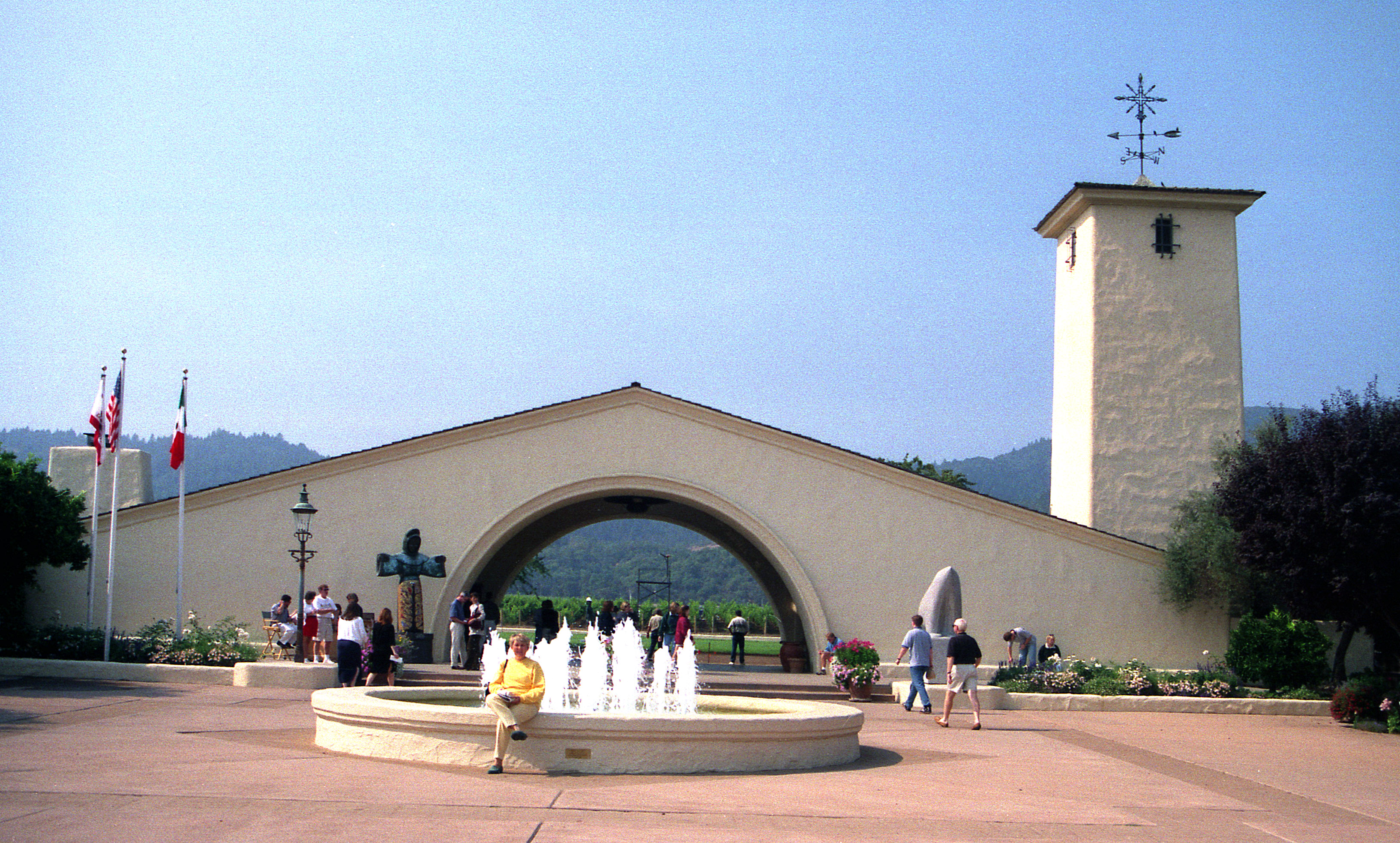
モンダヴィ・ワイナリーの入口

ロバート・モンダヴィ（ロバート・ジェラルド・モンダヴィ、英語：Robert Gerald Mondavi、1913年6月18日 - 2008年5月16日）はアメリカ合衆国のワイン生産者。技術革新と戦略的なマーケティング戦略でカリフォルニア・ワインを世界的に認知されるレベルに高めた第一人者である。ロバート・モンダビと表記されることも多い。

## 経歴
ロバート・モンダヴィの両親はイタリア・マルケ州からアメリカに移民し、ミネソタ州ヒビングに住んでいた。ロバートはミネソタ州で生まれたが、禁酒法の時代に、父チェザーレがワインの仕入先としてカリフォルニアを訪れたことがきっかけで、その後モンダヴィ家はカリフォルニア州ローダイに転居した。父はC.モンダヴィ&サンズ（Mondavi and Sons）という果実包装及び輸送の会社を興し、アメリカ東海岸向けにワイン用ブドウの出荷を行う。
ロバートが1937年にスタンフォード大学経済経営学部を卒業し、父と弟と共に、ナパ・バレーにて1861年に禁酒法以前最初の大規模ワイナリーのひとつとして創業していたチャールズ・クルッグ・ワイナリーを購入した。1962年にヨーロッパ各地でワインの醸造法を視察に訪れ、それまでの自社のワインの品質やアメリカのワイン産業の未熟さに気づく。帰国後にヨーロッパの最高級ワインに肩を並べるような品質のワインを生産するために会社での生産方法を大幅に改良しようとしたが、家族からの反対で計画は頓挫する。
その後1965年に独立し、1966年に自分のワイナリー「ロバート・モンダヴィ・ワイナリー」をオークヴィルに創業し、ナパ・バレーにて欧州ワインと比肩するワインづくりを目指した。
しかし、2004年に「ロバート・モンダヴィ・ワイナリー」はコンステレーション・ブランズに13億6千万ドルで買収され、新経営陣と対立したロバートは家族と共にワイナリーを去った。翌2005年に息子のティム、娘のマルシアと共に「コンティニュアム・エステート」を設立。
2008年に94歳で死去。現在、ティムが「コンティニュアム・エステート」を率い、孫のカルロとダンテが「レイン（RAEN）」を率いている。

## 著書
- 『最高のワインをめざして ロバート・モンダヴィ自伝』(早川書房、1999年)